# Sindh Taraqi Pasand Party
Sindh Taraqi Pasand Party är ett politiskt parti i Pakistan, tidigare kallat Jeay Sindh Taraqi Pasand Party och är en del av Sain G. M. Sayeds rörelse Jeay Sindh Tehreeq. På den politiska dagordningen står autonomi för provinsen högst upp.